# Segunda División de Venezuela 2000-01
La Temporada 2000-2001 de la Segunda División de Venezuela comenzó el 18 de febrero de 2000, con la participación de 9 equipos. El equipo que finalizó en primera posición logró el ascenso a la Primera División de Venezuela para la siguiente temporada, mientras que el segundo lugar disputó la serie de promoción/relegación contra el penúltimo de la tabla acumulada del torneo de Primera División.

## Equipos participantes
- Atlético La Victoria, de San Mateo
- Atlético Monagas, de Maturín
- Deportivo Galicia, de Caracas
- Diorca Oriente, de San Tomé
- La Trinidad FC, de Maracay
- Llaneros de Guanare, de Guanare
- Portuguesa FC, de Acarigua
- Unión Lara FC, de Barquisimeto
- Zulianos FC, de Maracaibo